# Stegasjön (Våxtorps socken, Halland)
Stegasjön är en sjö i Laholms kommun i Halland och ingår i Lagans huvudavrinningsområde.